# Cmentarz żydowski w Rzeszowie
Stary cmentarz żydowski w Rzeszowie został założony w XVII wieku i znajdował się na miejscu obecnego skweru na placu Ofiar Getta. Obecnie przecina go ul. Sobieskiego. Miejsce to jest upamiętnione bazaltowym głazem i granitową tablicą ze stosownym napisem w języku hebrajskim i polskim: "W tym miejscu znajduje się XVI-wieczny cmentarz żydowski zniszczony w czasie drugiej wojny światowej przez hitlerowskiego okupanta. W lecie 1942 roku gromadzono tutaj Żydów przed wywiezieniem do obozów zagłady". Cmentarz został zniszczony właśnie w 1942. Z cmentarza zachowało się kilkanaście nagrobków.